# Quartinia araxana
Quartinia araxana är en stekelart som beskrevs av Giordani Soika 1960. Quartinia araxana ingår i släktet Quartinia och familjen Masaridae. Inga underarter finns listade i Catalogue of Life.